# Hymenocallis liriosme
Hymenocallis liriosme là một loài thực vật có hoa trong họ Amaryllidaceae. Loài này được (Raf.) Shinners mô tả khoa học đầu tiên năm 1951.